# مارك غورسكي
مارك غورسكي (بالإنجليزية: Mark Gorski)‏ مواليد 6 يناير 1960 في إلينوي، الولايات المتحدة، هو دراج أمريكي. شارك في دورة الألعاب الأولمبية الصيفية وفاز بميدالية أولمبية.

## الميداليات
| الميدالية | المسابقة                       |
| --------- | ------------------------------ |
| ذهبية     | الألعاب الأولمبية الصيفية 1984 |

## روابط خارجية
- مارك غورسكي على موقع أرشيف الدراجات (الإنجليزية)
- مارك غورسكي على موقع CycleBase (الإنجليزية)
- مارك غورسكي على موقع اللجنة الأولمبية الدولية (الإنجليزية)
- مارك غورسكي على موقع أوليمبيديا (الإنجليزية)